# 群馬女子高生誘拐殺人事件
群馬女子高生誘拐殺人事件（ぐんまじょしこうせいゆうかいさつじんじけん）とは2002年（平成14年）7月19日に群馬県勢多郡（現：前橋市）で発生した身代金誘拐殺人事件。

## 加害者・元死刑囚S
加害者の男Sは1966年（昭和41年）5月19日生まれで、事件当時は群馬県勢多郡粕川村大字込皆戸（現：前橋市粕川町込皆戸）在住・36歳・無職。法務大臣鳩山邦夫が発した死刑執行命令により2008年（平成20年）4月10日に東京拘置所で死刑を執行された（41歳没）。
Sの曽祖父は広く畜産業を営む富豪で、村会議員を務めた地元の有力者だったが、Sが中学を卒業したころに実家の畜産業の取引先が収めた豚の代金未払いのまま倒産し、それにより実家も倒産してしまった。Sは村内の小中学校を卒業後、1982年（昭和57年）4月に前橋市内の商業高校に進学したが、そのころから無免許でオートバイを乗り回したり、女友達と遊ぶことなどにふけるようになって1年で中退し、ファストフード店でのアルバイト・プレス工・鳶など職を転々とした。
Sは1989年（平成元年）に前々妻Xと婚姻（最初の結婚）して2子をもうけたが、当時は建設作業員などの職を転々として給料を家計に入れないことが度々あったほか、消費者金融会社から借金して多数の女性と交際するような生活を続けていた。1993年（平成5年）には義母（Xの母親）と激しく口論したことをきっかけにXと離婚して実家に戻ったが、1996年（平成8年）ごろに行った風俗店で働いていた前妻Yと知り合い、Yやその連れ子である女児Z（事件当時小学2年生）との同居生活を経て1999年（平成11年）に再婚した。しかし鳶などとして働いたものの、職場で諍いを起こすなどして相変わらず仕事は長続きせず、妻Yに度々暴力を振るうなどした。2000年（平成12年）ごろには住んでいたアパートの居住者とトラブルを起こしてアパートを引き払い、Yらと共に自己の実家で両親・実弟らと同居することになった。その後、2001年（平成13年）4月には建設作業員などの仕事を転々とする生活の中でYとの間に長女をもうけたが、その出産費用を巡ってYの両親と諍いを起こし、Yが暴行などによりSに嫌気が差していたこともあって、2001年7月には離婚した。

## 犯罪計画
前妻Yとの離婚後、Sはテレホンクラブで知り合った女性の家に転がり込むなどして生活していたが、2001年10月ごろにはYらを連れ戻して再び自己の実家で同居生活を始めた。しかし2001年12月ごろからは義娘Zに対し再び暴力を振るうようになり、2002年5月7日17時ごろにはZの頭部を平手で殴り、箪笥に衝突させて全治約1週間の傷害（頭部裂創）を負わせた（傷害罪）。
同月下旬ごろ、Zの通っていた小学校の担任教諭がその暴行とは別の暴行によりZの身体に残った痣を見て虐待を知り、群馬県の中央児童相談所・大胡警察署に通報した。これを受け、児童相談所は同年6月5日に事実確認のためS方に職員を派遣したが、Sは職員に対しZへの暴行の事実を否定したほか、自らの生活に介入してくる児相への怒りを覚え、調査後にはYに対し「お前らといると、俺はそのうち犯罪者にされちまうよ。子供連れて出てけ」などと怒鳴るなどした。Yは仕事をせず、Zに暴力をふるうSに嫌気がさしていたため、（2日後の）同月7日には娘2人を連れてSの下から家出したが、Sは妻子がいなくなったことに気付くと「Yたちは児相に逃げ込んだ」と考え児相・警察署・Yの実家などを探し回った。しかしその居場所はわからず、Sは「Yたちと会いたい」との思いから6月下旬ごろには「Zの通っている小学校のクラスを乗っ取り、教職員・児童らを人質にして児相にYらとの面会を要求してみよう」などと空想したことに加え、「鬱憤晴らしに女性を拉致してレイプでもしてみよう」と考えて女性を物色したこともあった。
そして7月4日ごろには「小学校を乗っ取る前にそのための道具を買ったり思い切り遊ぼう」などと考えて「資金を得るために強盗しよう」と思い立ち、7月9日15時20分ごろに前橋市亀泉町の民家（かつて勤務していた人材派遣会社の社長宅）へ宅配便の配達員を装って侵入し、社長の妻（当時43歳）に包丁を突き付けて「金を出せ」と脅し現金約10万円を奪った（住居侵入罪・強盗罪）。しかしその際に得た金品を同月13日までにパチンコ・ゲームセンターなどで遣い切ってしまったため、同月中旬ごろには小学校乗っ取りなどの空想を具体的に考え始めるようになり、犯行に使うための灯油を500ミリリットルのペットボトル6本に詰め、ビニール紐などをバッグに入れるなどして準備を始めた。
Sは当初「小学校の夏休みは同月26日ごろだろうから、その直前に乗っ取り計画を実行しよう」と考えていたが、同月19日朝にテレビのニュースで「明日（20日）から小学校は夏休みに入る」と知り、この時点で計画・準備とも不十分だったために小学校乗っ取りを断念した。しかし同日11時ころ、犯行のために準備した灯油などが入ったバッグをみて「これまでの自分の人生は何をしても中途半端で虚しかった」と感じて自暴自棄になり、「この先どうなってもいいからやりたいことをやろう」と思い立った。そこで自身のかねてからのレイプ願望を満足させるため「女子高生をさらってレイプした上で人質にして、児相に電話で前妻Yらを連れてこさせよう」などと漠然と考え、同日11時30分ごろには後部座席ドアにチャイルドロックを施錠した乗用車で女性を物色しに出かけた。

## 誘拐・殺人事件

### 被害者Aを誘拐・強姦
2002年7月19日13時ごろ、加害者Sは強姦する女性を物色するために乗用車で走行していたところ、群馬県勢多郡大胡町（現：前橋市）内の路上で偶然帰宅途中の被害者・女子高生A（大胡町河原浜在住 / 16歳没・群馬県立前橋東商業高等学校1年生）が人気のないトウモロコシ畑の中を歩いているところを見かけた。SはAに道を尋ねるふりをして立ち止まらせると、Aを無理矢理自分の乗用車の後部座席に押し込んで拉致した（わいせつ略取罪など）。
そして被害者Aを「人気が無く、女性を強姦するためには都合がいい」とあらかじめ考えていた赤城山中の山林内へ連れて行き、同郡宮城村柏倉（現：前橋市柏倉町）の山林に至った。Sは14時ごろ、（車内で）Aの腕をつかんでAを助手席に移動させ「言うことを聞かねえと帰さねえぞ」などと脅迫した上で強姦した（強姦罪）。

### Aを殺害
しかし強姦後、Sが煙草を吸うなどしていたところ、Aが車内から逃げ出そうとしたため、Sは15時ごろにAの頸部を両手・カーステレオ用コード2本などで締め付け、頭部にビニール袋をかぶせることでAを窒息死させて殺害した（殺人罪）。
SはAを逃がすまいと咄嗟にAを抑えつけ、Aが抵抗しなくなるまで右腕で首を締め上げた。やがてSは「Aは失神した」と思い込んで腕をほどいたが、Aは薄目を開けた状態で口元から泡を吹いており、胸部付近がけいれんしていたため、Sはいったんは「Aを病院に連れて行かなければ」と思った。しかし「そうすれば自己の強姦などの犯行が発覚してしまう」と思ったため、「いっそAを殺してしまおう」と決意し、助手席シートで仰向けに横たわっていたAの首を右手で掴み、シートの背もたれに押し付けるように体重をかけて絞めたところ、Aが「ゼーッ」という音を出したことから驚いて手を離した。Sはこの時「もうAは死んだ」と思ったため、Aを山林内に放置しようとその頭部にビニール袋をかぶせたが、Aがまだ息をしていたため、両手で首を絞めた。しかしその際にAの首から自分の手に脈の感触が伝わってきたため素手で絞めるのをやめ、Aを車から山中に降ろしてビニール袋を頭部に被せたままカーステレオのコードで首を縛り、Aを窒息死させた。
殺害後、Sは被害者Aの死体から目立つ色のブラウスを脱がせた上で死体をその場に放置し、逃走するために車を発進させたが、車内にAの荷物があることに気付いた。Sはいったんそれを投棄しようとしたが「金目のものを奪ってからにしよう」と考えて荷物を物色し、Aが持っていた現金約2,600円および携帯電話1台（時価約5,000円相当）を窃取し（窃盗罪）、それ以外の荷物は山林内に投棄した。

### Aの家族に身代金要求
殺害・遺棄を終えたSはゲームセンターなどで時間を潰したが、20 - 21時ごろに帰宅して「自分は殺人者になった。もう終わりだ」などと思い詰め「逮捕される前の前妻Yらに会おう。そのために直接児童相談所に乗り込み、職員を人質にとってYらを連れてこさせよう」などと考えた。Sは「そのための武器として拳銃を買うためには最低でも50万円必要だ」と考え、資金としてまとまった金を手に入れる方法に強盗などを思いついたが、良い場所が思いつかなかったため行き詰まった。しかし、Aから奪った携帯電話の存在を思い出したため、その携帯電話を使って娘Aの安否を心配していた両親から身代金を得ることを企てた。
Sは「大金を要求しなければAの両親は警察に届け出ないだろう」と考えて要求額を50万円に決め、同日23時15分ごろ - 翌20日12時ごろまでの間、数回にわたり前橋市内の複数個所からA宅に電話を掛け、応対した両親を「娘はどうなっても良いのか。50万円を用意しろ」「警察には届けるな」などと脅して身代金を要求した（拐取者身の代金取得）。しかしAの両親は群馬県警察に通報し、その指示通りSとの交渉を続けた。
犯人Sからの電話には「金を持ってこなければ（被害者Aを）殺す」など明確に誘拐を示唆する内容がなかった一方、Sは「（Aとは）メル友で面識がある」などと話していたことに加え、要求額も身代金としては少額だった。そのため群馬県警は当初、身代金誘拐事件ではなく単純な恐喝事件・行方不明案件として捜査を開始し、報道協定を申し入れなかったほか、20日に恐喝容疑でSを逮捕した時点でもその事実を発表しなかった。結局、交渉の末に「7月20日10時ごろに身代金23万円を受け渡す」ことになったが、Sは「Aの家族が警察に通報し、警察が見張っているかもしれない」と考え、Aの父親と携帯電話で連絡を取りながら身代金の受け渡し場所を変更した。12時14分ごろ、Sは現金受け渡し場所として指定した佐波郡赤堀町（現：伊勢崎市）内の受け渡し場所で身代金として現金23万円を得た。Sはすぐにその場から逃走したが、約800メートル走った交差点の赤信号で停車したところ、追跡していた覆面パトカー数台に行く手を塞がれて群馬県警の捜査員に取り囲まれ、恐喝容疑で逮捕された。被疑者Sは当初、取り調べに対し「自分以外に5人の仲間がおり、仲間が人質（被害者A）を確保している」などと虚偽の供述をしていたが、群馬県警が7月23日20時ごろにポリグラフ検査を受けさせたところ共犯がいない可能性が強まったため、さらに追及したところ「自分が（Aを）殺して死体を遺棄した」と自供した。これを受けて群馬県警がSの供述した場所を捜索したところ、供述通りAの遺体が発見されたため、群馬県警捜査一課・大胡警察署は被疑者Sを殺人・死体遺棄容疑で逮捕した。
群馬県警捜査一課は事件当初、本事件を誘拐事件として捜査せず、報道協定を締結しなかった理由として「誘拐現場の目撃情報がなかったことに加え、脅迫電話には被害者Aが出ていなかったことから『被害者Aが拘束されている』という確証がなかったためだ」などと説明した。また県警刑事部長・津久井信次は「発生当時、Sは電話で明確に誘拐を示唆しなかった一方で知り合いを自称していたため、被害者が誘拐されているという確証がなかった。恐喝容疑で逮捕した事実を発表しなかったのはSの『共犯者がいる』という言葉を前提に捜査していたためだ」と、警察庁も「報道協定は『報道の自由』を制限するもので、あくまで特別なものだ。被疑者Sの電話には切迫感がなく、報道協定を締結する必要があったとは言えない」と説明したが、『読売新聞』は「Sの脅迫電話は十数回に及んでおり、金の要求と同時に被害者Aに危害を加えることを示唆する発言もあったため『当初から誘拐事件として扱うべきだった』との見方もある」と報道したほか、『毎日新聞』も大谷昭宏（ジャーナリスト）・土本武司（元最高検察庁検事・帝京大学教授）の意見を引用して「報道協定の申し入れの判断は『被害者の生命の危険性』が最終的な決め手だ。今回は結果的に被害者Aは脅迫電話以前に殺害されていたが、Sは電話で被害者Aの生存・共犯者の存在をほのめかしており、県警はその時点でAへの危害も想定できただろう。警察は今回の判断に誤りがなかったかを検証すべきだ」と指摘した。
群馬県警捜査一課・大胡署は2002年7月25日に被疑者Sを殺人・死体遺棄容疑で前橋地方検察庁へ送検したほか、大胡署に「赤城山中女子高校生殺人・死体遺棄事件捜査本部」を設置して未成年者略取容疑でもSを追及した。その後、2002年8月13日には略取容疑で、9月4日にはSが自供した7月9日の強盗事件に関する強盗容疑でそれぞれ被疑者Sを再逮捕した。
前橋地検はSが略取容疑で再逮捕された8月13日に被疑者Sを殺人罪で前橋地方裁判所へ起訴し、同年9月3日には拐取者身代金取得などの罪で、9月13日には強盗・住居侵入の罪でそれぞれ追起訴した。なお前橋地検は捜査の結果、遺棄現場で殺害行為が行われていたことが判明したことから、死体遺棄罪では起訴しなかった。

## 刑事裁判

### 第一審・前橋地裁
2002年10月21日に前橋地方裁判所（長谷川憲一裁判長）で被告人Sの初公判が開かれ、被告人Sは起訴事実を全面的に認めた。
2002年12月5日の第2回公判ではSが本事件前に起こした前妻の連れ子に対する傷害（児童虐待）事件・強盗事件について罪状認否が行われ、被告人Sは両事件についても起訴事実を認めた。また検察官は同日の公判で被害者Aの同級生たちが書いた作文265人分を情状証拠として提出した。
2003年（平成15年）1月27日に開かれた第3回公判では被告人質問が行われ、被告人Sは逮捕後の調べで「犯罪をするなら完全犯罪できる」と供述していた点を検察官から尋ねられ「真意は『自分はずるい男だから、完全犯罪できる状況でないと罪は犯さない』という意味だ」と述べたほか、弁護人からの質問に対し「学校への立てこもり・女子高生の人質計画を立て行動したのは思い付きだ」とも証言した。また同日の公判で検察官は被害者Aの遺族・友人らが被告人Sへの厳罰を求めて集めた署名約76,000人分を提出したが、証拠採用はされなかった。
2003年3月11日の第4回公判では被告人質問・証人尋問が行われ、検察側の証人として出廷した被害者Aの父親は「犯人Sは反省しているようには見えないが、犯人への怒り以上に娘を亡くした悲しみが大きい」と証言した。同日の公判で弁護人は「被告人Sの人格問題が先天的か否かなどを判断する必要がある」として被告人Sの精神鑑定を申請したが、同年5月8日の第5回公判で前橋地裁（久我泰博裁判長）は鑑定申請を却下した。同公判では被害者Aの母親が検察側の証人として出廷し「事件後、心に穴が開いたようで何も感じなくなった。娘を返してほしいし、Sを死刑にしてほしい」と意見陳述した。
2003年6月19日の第7回公判（論告求刑前最後の公判）では被告人質問が行われ、被告人Sは検察官から「命を奪ったことをどう思うか？」と質問され「事件のことを考えると普通でいられなくなる」と供述したが、吉井隆平裁判官から「本当の反省は自分と向き合うことだ。中途半端なら反省とは言えない」と諭された。また久我裁判長は「最後まで（被害者を）帰さないつもりだったのか？」と質問すると、Sは「とりあえず誘拐しようと思った。今は後悔している」と述べた。
2003年7月29日に前橋地裁（久我泰博裁判長）で論告求刑公判が開かれ、前橋地検の検察官は「人間性の欠片も感じられない凶悪犯罪で矯正は不可能」として被告人Sに死刑を求刑した。群馬県内の刑事裁判における死刑求刑は1994年3月に安中市で交際相手の女性ら3人を殺害した元水道設備業者（当時既に死刑確定済み）以来、約9年ぶりだった。一方、弁護人は最終弁論で「被告人Sは成長段階で思いやりを欠き、自己抑制・忍耐力のない人格が形成された。その生活環境を放置してきた親族や社会・教育にも責任があるのではないか」などと述べた。
2003年10月9日に第一審・判決公判が開かれ、前橋地裁（久我泰博裁判長）は被告人Sに無期懲役判決を言い渡した。前橋地裁は「犯行は冷酷・残忍かつ凶悪でその動機に酌むべき余地はなく、被害者の無念・遺族の処罰感情および社会に与えた衝撃などを鑑みれば被告人Sの刑事責任は極めて重大だ」と指摘したが、その一方で被告人Sに有利な情状として「殺人は被害者が逃走しようとしたことに動揺した被告人Sが咄嗟にそれを阻止しようとした偶発的なもので計画的殺人ではない。略取・監禁や強姦は計画的犯行ではあるが綿密な計画によるものではなく、身代金要求も被害者を殺害した後で思いついたものだ。被告人Sは捜査段階の途中から素直に事実関係を認め、被害者遺族への謝罪の言葉を述べたり、捜査段階の悪態を後悔するような発言もしており、現時点では被害者に対する謝罪の念や、遺族の気持ちに思いを致し真に反省悔悟する気持ちなどが芽生えてきていることも窺われる」とも指摘し、「極刑が真にやむを得ないと言うにはいまだ隔たりがある」と結論付けた。久我裁判長は判決宣告後、被告人Sに「周りの人に『死刑にしなくて良かった』と言ってもらえる人間になってほしい」と説諭したほか、被告人Sの退廷後には被害者Aの両親に対し「納得がいかないと思うが、『犯人が人を殺すのは簡単だが、国家が死刑という判断をするのは大変だ』ということだ」と語りかけた。
前橋地検は「量刑は軽すぎて不当だ」と主張して2003年10月16日付で東京高等裁判所へ控訴したほか、被告人Sも同月21日までに東京高裁へ控訴した。検察官の控訴趣意書論旨は「被告人Sの罪責は重大で死刑をもって臨むことが真にやむを得ない事案であり、無期懲役の量刑は軽すぎて不当」というもので、弁護人の控訴趣意書論旨は「反省の萌芽が芽生えている被告人に対しては生涯にわたり被害者の冥福を祈らせるのが適切で、無期懲役の量刑は維持されるべきだ」というもの（実質的に検察官の控訴趣意に対する答弁）だった。

### 控訴審・東京高裁
東京高裁第11刑事部（白木勇裁判長）で2004年（平成16年）6月16日に控訴審初公判が開かれ、検察官は控訴趣意書で「犯行の執拗性・残虐性や被害者遺族の被害感情を考慮すれば極刑が誠にやむを得ない事案。起訴事実と同じ事実認定をしておきながらあえて死刑を回避した第一審判決は不当」と述べ、改めて死刑を求めた。その一方で弁護人は「被告人Sは現在も極刑を望んでいるが、自らの犯した行為から目を背けず、もっと被害者のことを考えて苦しまねばならない。そのためには一生被害者への償いをさせる方が意味がある」などと主張して控訴棄却を求めた。
2004年7月14日に開かれた公判では被害者の両親が検察官側の証人として出廷し「犯人を死刑にしてほしい」「仇討ちが許されないなら国が代わりに敵を討ってほしい」などと訴えた。2004年8月26日の第3回公判で被告人質問が行われたが、被告人Sは死刑を回避した第一審判決を不服として控訴した理由について「死刑ではないのはおかしい（刑が軽すぎる）と思ったからだ」と供述したほか、白木に対し「この裁判自体が自分と無関係なところで行われている気がする」などと不可解な発言を繰り返した。同日、Sは殺害当時の気持ちについて弁護人から質問されると「よくわからない」と述べたが、殺意を有した時期について検察官から質問されると「最初から殺意を有していたと思う」と回答したほか、被害者遺族に一度も謝罪の手紙を書いていない理由について「謝罪の意思がないから書いていない。そのような行為は刑を軽くすることだと思った」と述べた。
それに続く2004年9月8日に開かれた公判で控訴審は結審し、同日の最終弁論で検察官は「第一審判決は『犯行に場当たり的な面がある』などとして死刑を回避したが、周到な計画性の欠如は死刑を回避する正当な選択ではない。被告人Sは控訴審で『死刑じゃないのはおかしいと思ったから控訴した』と発言したのは厳罰を求める被害者遺族の感情を癒すどころか逆撫でしているだけだ」と主張し、改めて死刑適用を求めた。一方、弁護人は「死刑じゃないのはおかしい」というSの発言について「感情をうまく表現できないだけで、反省の態度がないわけではない」と反論し、検察側の控訴棄却（第一審・無期懲役判決の支持）を求めた。
2004年10月29日に控訴審判決公判が開かれ、東京高裁第11刑事部（白木勇裁判長）は第一審・無期懲役判決を破棄自判して被告人Sに死刑判決を言い渡した。東京高裁は犯行経緯・動機について「家出した妻子らを連れ戻すことが動機だが、家出の動機は被告人Sの不行跡・暴力に起因するもので被告人Sの心情には同情できず、その手段として考えた小学校乗っ取り・女子高生拉致監禁は理不尽極まりないもので、犯行経緯・動機に酌量の余地はない」と指摘したほか、犯行様態について「原判決は『A殺害は当初からの計画的犯行ではなく偶発的で、その態様も冷酷・残忍だが、極めて残虐とまでは言えない。また身代金要求はA殺害後に思い付いたもので当初から計画していたわけではない』と指摘したが、Sはその場の成り行きに任せて殺害行為を実行した面が多分にあるため、偶発的とまでは評価できず、生きたままビニール袋をかぶせ手首を縛り殺害したことは極めて残虐な殺害方法だ。またSはAの安否を気遣う両親に対し時には笑いながら応対したり、『もうやめよう』などとAの生命を保証しないと言わんばかりの突き放した言い方で金を要求するなど、その際の言動は卑劣極まりなく、人の真心を弄ぶような許し難い所業だ。Aを強姦・殺害した後も自己の行為への恐れ・後悔の気持ちを抱かぬまま安易に凶悪犯罪を思い浮かべ、すぐに実行している」と指摘し、第一審とは逆に「殺害方法は極めて残虐で、身代金要求に計画性がない点を過大視すべきではない」という結論を出した。その上で「被害者遺族は厳罰を望んでいるほか、Aの級友や社会に与えた深刻な衝撃・不安も大きい」などと指弾した一方、「被告人Sには前科・前歴がなく、現時点では自ら死刑を望み、被害者Aへの謝罪の念・反省悔悟の情が芽生え始めている」と被告人Sにとって有利な情状も認定したが、「その罪責はあまりにも重大で、A殺害の態様や被告人Sの反省の情などについて誤った評価をし、Sにとって過度に有利な斟酌をした第一審判決は破棄を免れず、Aへの殺人罪については被告人Sを死刑に処すことが妥当である」と結論付けた。
弁護人は最高裁判所へ上告する方針だったが、被告人Sが「弁護人が上告しても取り下げる」と意思表示した。結果、被告人Sは上告期限（2004年11月12日）までに上告しなかったため、そのまま死刑が確定した。
法務省（法務大臣：鳩山邦夫）が発した死刑執行命令により、死刑囚Sは死刑確定から3年4か月後の2008年（平成20年）4月10日に東京拘置所で死刑を執行された（41歳没）。